# Jean Danelle-Bernardin
Jean Danelle-Bernardin est un homme politique français né le 16 septembre 1826 à Montreuil-sur-Blaise (Haute-Marne) et décédé le 21 février 1916 à Louvemont (Haute-Marne).

## Biographie
Fils d'un maitre de forges, il prend la suite de son père en 1850. Il est maire de Louvemont de 1859 à 1916 et de 1856 à 1870, membre du conseil d'arrondissement de Wassy, mais échoue aux législatives face aux candidats officiels. Battu aux législatives de 1871, il est élu lors d'une élection partielle en 1874 comme candidat républicain. En mai 1877, il est l'un des signataires du manifeste des 363. Il siège à gauche jusqu'en 1887, date à laquelle il est élu sénateur de la Haute-Marne. Il conserve son siège jusqu'à son décès en 1916. Il est également conseiller général de 1882 à 1916.

## Sources
- « Jean Danelle-Bernardin », dans Adolphe Robert et Gaston Cougny, Dictionnaire des parlementaires français, Edgar Bourloton, 1889-1891 [détail de l’édition]
- « Jean Danelle-Bernardin », dans le Dictionnaire des parlementaires français (1889-1940), sous la direction de Jean Jolly, PUF, 1960 [détail de l’édition]